# ド・グラース (トゥールヴィル級駆逐艦)
ド・グラース（フランス語：De Grasse, D 612）は、フランス海軍のトゥールヴィル級駆逐艦3番艦。艦名はフランソワ・ド・グラスに由来する。

## 艦歴
「ド・グラース」は、DCNロリアン工廠で建造され1972年7月25日に起工、1974年11月30日に進水、1977年10月1日に就役する。
1977年10月15日にグラースのル・バール＝シュル＝ルー（fr:Le Bar-sur-Loup）と命名都市の関係を結ぶ。ド・グラースはブレストに配備され戦略海洋部隊の保全を主任務とし海洋における諸任務に当たる。1994年から1996年にかけてD610 トゥールヴィル」と同様のSLAMS対潜システムおよびソナーの改修工事を受ける。
2001年末ごろには「R91 シャルル・ド・ゴール」の護衛のため2002年までインド洋に派遣される。2006年4月、カナール・アンシェネの報道により事故が発覚する。演習中に曳航ソナーを失い（費用は、300万ユーロ相当とされ責任追及もなされた）、退役した「D611 デュゲイ＝トルーアン」のソナーを再利用し復旧する。2008年末頃から2009年初頭にかけて東地中海に展開しキプロスやベイルートに寄港する。
2010年8月から12月までアタランタ作戦に参加するためソマリア沖・アデン湾に展開した。